# Hieronim Kołakowski
Hieronim Kołakowski herbu Kościesza (ur. ok. 1600, zm. 29 listopada 1655 w Zamościu) – polski lekarz, profesor i rektor Akademii Zamojskiej.

## Życiorys
Pochodził z rodziny Kołakowskich herbu Kościesza, syn Marcina. W roku 1616 rozpoczął studia w Akademii Krakowskiej, by w 1618 otrzymać bakalaureat sztuk wyzwolonych. Od 1626 w Akademii Zamojskiej, w 1627 uzyskał doktorat z filozofii, po czym został wykładowcą filozofii naturalnej i matematyki. W 1634 zaczął studiować na Uniwersytecie Padewskim, by po roku zyskać doktorat z medycyny. Po powrocie do kraju wykładał medycynę w Akademii Zamojskiej.
W akademii, oprócz wykładania, piastował także urzędy: kwestora, dziekana i dwukrotnie rektora, ponadto był rajcą Zamojskim.
Żonaty z Cecylią Getner, córką rajcy zamojskiego.